# 내부 식민주의
내부 식민주의는 경제발전이 지역적으로 불균등하게 나타나는 현상으로, 더 넓은 사회 내의 소수 집단에 대한 착취의 결과로 인해 국가 내 지역 간의 정치적, 경제적 불평등을 초래하는 "불균등 발전"으로도 알려져 있다. 이는 식민주의 본연의 본국과 식민지 간의 관계와 유사하다고 여겨진다. 이 현상은 제국에서 지배적인 핵심 지역과 주변 지역이 명확히 분리되는 결과를 초래한다.
로버트 블라우너는 내부 식민주의 이론의 개발자로 평가받는다. 이 용어는 문화적으로 명확히 다른 지리적으로 가까운 지역 간의 "흐릿한" 경계를 강조하기 위해 만들어졌다. 핵심 지역과 주변 지역을 분리하는 다른 요인으로는 언어, 종교, 용모, 테크놀로지 유형과 수준, 그리고 인간의 성행위가 있다. 내부 식민주의의 문화적이고 통합적인 특성은 근대성의 프로젝트로 이해되며, 19세기 그리스가 오스만 제국으로부터 독립했을 때 국가적인 현대 그리스 문화 형성과 관련하여 로버트 펙햄(Robert Peckham)에 의해 탐구되었다.
신식민주의와 내부 식민주의의 주요 차이점은 착취의 원천이다. 전자의 경우 통제는 국민 국가 외부에서 오지만, 후자의 경우 통제는 내부에서 온다.

## 개념의 기원
내부 식민주의 개념이 처음 사용된 것은 Marquard (1957)가 남아프리카 공화국과 관련하여 사용했을 때였다. 그러나 이 개념은 Gonzalez Casanova (1965)의 멕시코에 관한 논문이 출판된 후 대중화되었다. 곤살레스 카사노바는 앙드레 군더 프랑크에게 비판을 받기도 하고 영향을 주기도 했으며, 그는 내부 식민주의를 "불균등 발전"의 한 형태로 더욱 이론화했다. 소수 언어 시인이자 수필가, 역사가인 세르지오 살비는 르 나치오니 프로이비테: 구이다 아 디에치 콜로니 인테르네 델 유럽 옥치덴탈레(Le nazioni proibite: Guida a dieci colonie interne dell'Europa occidentale, "금지된 국가들: 서유럽 10개 내부 식민지 안내서")(1973)에서 카탈루냐, 스코틀랜드, 브르타뉴반도, 옥시타니아 등을 포함하여 문화적 의미에서 "내부 식민지"라는 용어를 사용했다. 이 주제에 대한 다른 중요한 저작들은 1970년대 중반 해럴드 울페와 마이클 헤쳐에 의해 출판되었다.

## 예시
탈식민주의 문학 작가들의 공통된 주제는 지역 전통과 세계적 근대성 사이에서 갈등하는 정신분열증과 같은 감정의 묘사였다.

### 아프가니스탄
아프가니스탄은 국가 건설에 영향을 미치는 내부 식민주의의 한 예로, 나지프 샤라니는 "구 식민주의 강대국들의 도움과 조장으로 끊임없이 중앙집권적인 국가 정책과 내부 식민주의 관행이 아프가니스탄의 국가 건설 노력에 누적적으로 부정적인 영향을 미쳤다"고 주장한다. 국제 안보 학자 디팔리 무코파드하이(Dipali Mukhopadhyay)는 아프가니스탄 주변 지역의 군벌주의 존재가 정치 경제 발전에 대한 우려 사항이라고 보며, 2007년 세계은행 보고서는 지방 사무소와 중앙 정부 간의 약한 제도적 연결고리와 불분명하게 정의된 관계를 강조했다.

### 알제리
핵심과 주변 사이의 '흐릿한 경계'가 지속되는 내부 식민주의의 예외 중 하나는 프랑스령 알제리이다. 핵심과 주변을 분리하는 명확한 특징들이 있었다. "핵심은 기독교인이고, 프랑스어를 사용하며, 피부가 밝고, 상대적으로 부유했다." 다른 쪽은 무슬림이고, 아랍어 또는 베르베르어를 사용하며, 상당히 가난했다. 프랑스령 알제리의 회색 지역은 대규모 유대인 인구였는데, 이들은 공통된 문화적 요인 면에서 핵심이나 주변 어디에도 속하지 않았다.

### 오스트리아-헝가리
오스트리아-헝가리 제국은 내부 식민주의의 특성을 보였는데, 제국 내 특정 지역 및 소수 민족 집단(헝가리, 트란실바니아 등)은 지배적인 독일어권 핵심 지역에 비해 체계적으로 불리한 대우를 받았다.

### 발트 3국
20세기 중반, 소련에 합병된 에스토니아, 라트비아, 리투아니아는 나머지 소련과 식민지 관계를 맺고 있었는데, 이는 구 차르 제국과 그 광대한 영토 사이에 존재했던 것과 유사했다. 비록 이들 국가가 초기 저항기를 거쳐 점차 소련화되었지만, 새로 확립된 경제, 문화, 사회적 상황은 식민지적이었다. 왜냐하면 이 지역의 경제 재건은 식민주의자들의 이익에 부합했고, 정체성은 증가하는 소련의 존재와 관련하여 형성되었으며, 억압의 경험은 지역 문화의 점점 더 중요한 부분이 되었고, 지역의 역사적, 문화적 유산은 재평가되고 다시 쓰여졌기 때문이다. 소련이 해체되고 발트 3국이 다시 독립했을 때, 그들은 다른 탈식민지 국가들과 유사한 문제들을 다루어야 했다: 오염된 경관, 손상된 경제, 민족적 긴장, 그리고 과거, 현재, 미래의 국가적 서사 결정.

### 캐나다
Conway (2014)는 국가 에너지 프로그램, 크로우 레이트, 캐나다의 균등화 지불 등을 언급하며 중앙 캐나다가 서부 캐나다 주들을 내부 식민지화한 사례를 기록하고 있다.

### 중화인민공화국
중화인민공화국의 티베트 합병이 시작된 이래, 중국 정부는 중앙 티베트 행정부, 다양한 티베트 망명자 및 그 지지자들에 의해 티베트인에 대한 집단학살 및 문화적 학살을 저지른 혐의를 받고 있다. 티베트는 중국의 자치 지역이었으나 1951년 이후 중국에 완전히 합병되었으며, 티베트 망명 정부(TGIE)는 1951년부터 1984년까지 중국 행정부의 조치로 120만 명의 티베트인이 사망했다고 주장하고 있다. 중국 행정부의 티베트 내 행동이 집단학살 및 식민주의를 구성한다는 주장의 지지자들은 티베트가 수세기 동안 중화인민공화국의 필수적인 부분으로 간주되어 왔다는 중국 정부의 주장에 이의를 제기하며, 역사적 서신들이 티베트가 최근까지 중국의 일부로 간주되지 않았음을 명확히 보여준다고 주장한다. 그러나 이 지역에서 중국 행정부의 본질은 격렬한 논쟁의 대상이 되어왔으며, 홍콩 기반 티베트 전문가 배리 사우트만과 같은 많은 반대자들은 티베트 내 중국의 관행을 집단학살적이거나 식민지적인 것으로 특징지을 수 있다는 개념에 이의를 제기하고, 현 행정부 하에서 티베트인들의 정치적, 법적 평등이 이 지역의 식민주의 개념을 약화시킨다고 주장한다.

### 아일랜드
내부 식민주의의 한 예는 아일랜드이다. 아일랜드는 이전에 영국에 속해 있었으며 "...자신을 영국인이자 아일랜드인으로 생각하는 것이 훨씬 더 흔하고 분명히 쉬웠다." 둘 중 하나를 선택하는 것은 점점 더 어려워졌다.

### 필리핀
필리핀에서, 비마닐라 주민들은 흔히 국가의 업무—정치적이든, 경제적이든, 그리고 가장 중요하게 문화적이며 언어적인 것을 포함하여—가 타갈로그 민족주의 때문에 마닐라 핵심부에서 국가의 나머지 주변 지역에 부과된다고 표현해왔다. 이는 세부아노어 속담에서 표현되었는데, "Walay dahong mahulog sa atong nasod nga dili mananghid sa Malakanyang"이라고 하며, "말라카냥궁의 허락 없이는 우리 나라에 잎 하나도 떨어지지 않을 것이다"라고 번역된다. 또한 특정 인사들이 현재의 핵심-주변 관계에 반대하는 이들의 정치적 고립, 전복, 그리고 심지어 암살을 주장했다는 점도 불길하다.
태풍 벨트 아래 유리한 위치와 풍부한 광물 자원을 가진 민다나오섬은 자연스럽게 이 지역에 외국 자본을 유치했다. 이는 당시 라마온 막사이사이 대통령이 1950년대 중반부터, 그리고 이어서 페르디난드 마르코스 대통령(1966–1986)이 체계적으로 민다나오로 사람들을 재정착시키도록 촉구했다. 이로 인해 민다나오 원주민의 비율은 1913년의 다수에서 1976년에는 소수로 줄어들었다. 민다나오의 가장 좋은 땅은 정착민과 기업 농업 소유주에게 주어졌고, 대부분의 개발 투자와 정부 서비스는 기독교 인구에게 제공되었다. 이로 인해 무슬림 인구는 낙후되었고 자국 내에서 가장 가난한 사람들 중 하나가 되었다. 재정착 프로그램은 완전히 평화적이지 않았는데, 일부 정착민들은 괴롭힘과 다른 폭력적인 방법으로 원주민 무슬림으로부터 땅을 얻어 무슬림들을 자신들의 땅에서 쫓아냈다.
무슬림들은 필리핀 정부에 의해 소외되었고 자신들의 고향에서 기독교의 경제적, 정치적 지배에 위협을 느꼈다. 이로 인해 일부 무슬림 단체들은 자신들의 땅을 보호하고 추방당하지 않기 위해 갈취와 폭력에 의존하게 되었다. 이러한 "통합" 노력은 무슬림들의 필리핀 국가에 대한 정체성이 경제적, 사회적 무슬림 생활에 대한 위협으로 인해 급격히 감소하면서 모로족 정체성의 결정화로 이어졌다.
재정착의 결과로, 전통적인 무슬림 지도자들(다투라고도 불림)은 기독교인들이 유권자의 상당한 다수를 차지하면서 기독교 정치인들을 선호했기 때문에 투표에서 탈락했다. 이들 지역 다투들은 더 이상 무슬림 땅을 통제할 수 없게 되면서 명성을 잃었다. 이들 정치인들은 처음에 무슬림 주민들을 관리하기 위해 가졌던 많은 능력을 상실했다.

### 스리랑카
스리랑카 민족 갈등의 국제적 차원, 존 P. 닐슨(John P. Neelsen) 교수(튜빙겐 대학교, 독일), 2008년 7월 8-11일, 제20차 유럽 현대 남아시아 연구 회의: 국제법상 내부 식민주의 및 자결권에 대한 단점은 현재의 국제적 개입 유형이 민족 갈등의 협상된 해결에 기여하기에 부적절할 뿐만 아니라, 오히려 이를 악화시키는 경향이 있다.
평화 구조로서의 권력 분담: 스리랑카 사례, IICP 연구 논문, No. 2, 2005, 요한 갈퉁 교수, 평화 연구: ‘’외부 식민주의: 민주주의 :: 내부 식민주의: 인권’’
글로벌 맥락에서의 민족 해방 운동, 제프 슬루카(Jeff Sluka) 박사, 매시 대학교, 뉴질랜드
1996년 7월 '뉴질랜드 타밀족' 회의 회의록 - 웰링턴, 뉴질랜드.
국가가 자국 경계 내의 민족과 지역을 유럽 식민 강대국들이 과거 해외 식민지를 착취하고 억압하던 방식과 유사하게 착취하고 억압하는 이러한 상황은 "내부 식민주의"라고 묘사되어 왔다. 스리랑카가 이러한 예이다. 많은 제3세계 민족들은 "독립" 후 단지 한 종류의 억압자(백인)를 다른 종류의 억압자(갈색 및 흑인)로 바꾼 것일 뿐임을 발견했다. 그 결과 오늘날 많은 제3세계 국가들, 그 대부분이 민족 해방 전쟁의 직접적 또는 간접적 결과임에도 불구하고, 이제는 자국 국경 내에서 민족 해방 운동과 싸우고 있다.
제4세계 식민주의, 원주민 소수민족, 스리랑카 타밀 분리주의, 브라이언 파펜베르거(Bryan Pfaffenberger, 버지니아 대학교), 관련 아시아 학자 회보, Vol. 16, 1984:
식민 지배 세력이 제3세계 국가들에서 물러났음에도 불구하고, "식민적"이라고 할 만한 형태의 억압은 여전히 많은 국가들에서 지속되고 있다. 이는 원주민 소수민족의 권리를 존중하지 않는 민족주의적인 제3세계 정부에 의해 가해지는 억압이다. 많은 제3세계 국가들의 민족 및 지역 소수민족에게 이러한 정부의 오만함과 불의는 떠난 유럽 식민 정권의 그것과 일치하며, 종종 능가하기도 한다. 섬나라 스리랑카가 좋은 사례이다. 공공 투자는 타밀 지역에 거의 미치지 못하는 것으로 보인다….

### 태국
20세기 초, 만달라 체제 제국이었던 시암 제국은 북부의 옛 란나 왕국의 공국들과 남부의 파타니 술탄국과 같은 여러 봉신국들로 구성되어 있었는데, 시암 왕국의 강해지는 종주권 하에 봉신국들의 봉신 지위를 폐지하고 시암의 통합적인 일부로 편입하며 타이화 과정을 통해 봉신들의 문화를 동화시킴으로써 통일된 현대 국민 국가로 변모했다. 태국 왕국의 내부 식민지화에 대해서는 몬톤과 타이화에 관한 문서를 참조하라. 태국의 내부 식민주의와 민족 반란 사이에는 가설적인 연관성이 있다.

### 튀르키예
동부 지역의 내부 식민지화는 무스타파 케말 아타튀르크 정부 시절에 윤곽이 드러났다. 제밀 우야브딘은 동부 개혁을 위한 1925년 보고서 (튀르키예)를 동부 지역의 내부 식민지화를 위한 지침으로 보았으며, 이를 통해 쿠르드족 인구가 튀르키예화되어야 한다고 보았다. 공화인민당(CHP)에 제출된 데르심 반란 패배 후 보고서에서, 1934년에 제정된 1934년 튀르키예 재정착법 또한 동부 지역의 내부 식민지화를 위한 효과적인 수단으로 묘사되었다.

### 미국
애팔래치아와 나머지 미국 간의 관계는 역사적으로 광물 추출, 자연 환경 파괴, 광부 계층 착취(한때는 회사표로만 급여를 받고 사설 군대에 의해 통제받았음)로 특징지어졌으며, 이는 이 지역의 뿌리 깊은 빈곤과 건강 문제로 이어졌다. 1963년, 역사가 해리 M. 코딜은 중앙 애팔래치아를 "산업 동부와 중서부의 식민지 부속물"이라고 특징지었다.

## 같이 보기
- 국내실향민
- 국내 이주
- 내국인 여권
- 교외 식민지화
- 유럽의 환경 인종차별
- 젠트리피케이션

## 참고 문헌
- Brown, David (1994). 《The state and ethnic politics in Southeast Asia.》. London: Routledge. ISBN 978-0-415-12792-9.
- Conway, John F. (2014). 《The Rise of the New West: The History of a Region in Confederation》. Toronto: Lorimer. ISBN 9781459406247. OCLC 866048035.
- Gonzalez Casanova, Pablo (1965), “Internal Colonialism and National Development”, 《Studies in Comparative International Development》 1 (4): 27–37, doi:10.1007/bf02800542, S2CID 153821137
- *Hechter, Michael (1975), 《Internal Colonialism: The Celtic Fringe in British National Development》, Berkeley: University of California Press
- Howe, S. (2002), 《Empire: A Very Short Introduction》, New York: Oxford University Press
- Marquard, Leo (1957), 《South Africa's Colonial Policy》, Johannesburg: Institute of Race Relations
- Martinez, David (2004). 《A Country of Our Own: Partitioning the Philippines》. Los Angeles: Bisaya Books. ISBN 978-0-9760613-0-4.
- Mukhopadhyay, Dipali (2014). 《Warlords, Strongman Governors, and the State in Afghanistan》. Cambridge University Press. ISBN 9781107729193.
- Peckham, Robert (2004), 〈Internal Colonialism: Nation and Region in Nineteenth-Century Greece〉,   Todorova, Maria Todorova, 《Balkan Identities: Nation and Memory》, New York: New York University Press, 41–59쪽
- Pinderhughes, Charles (2011). 《Toward a New Theory of Internal Colonialism》. 《Socialism and Democracy》 25. 235–256쪽. doi:10.1080/08854300.2011.559702. S2CID 143778302.
- Shahrani, M Nazif (2002), “War, Factionalism, and the State in Afghanistan”, 《American Anthropologist》 104 (3): 715–722, doi:10.1525/aa.2002.104.3.715

## 더 읽어보기
- 애버크롬비, 니콜라스, 스테판 힐 & 브라이언 S. 터너 (2000). The Penguin Dictionary of Sociology. 4판. 런던: 펭귄 북스.
- 에트킨트, 알렉산더 (2011). Internal Colonization : Russia’s Imperial Experience. 몰든, MA: 폴리티.
- 군더 프랑크, 앙드레 (1970). Latin America: underdevelopment or revolution: essays on the development of underdevelopment and the immediate enemy, 뉴욕/런던: 먼슬리 리뷰 프레스.
- 맥마이클, P. (2012). Development and Change: A Global Perspective (5판). 캘리포니아: 세이지 퍼블리케이션스, Inc.
- 살히 스가이에르 (2016). Internal colonialism and uneven development: regional marginalisation system in Tunisia 619p (아랍어) ISBN 9789938147735
- 토마스, 니콜라스 (1994). Colonialism’s Culture: Anthropology, Travel and Government. 케임브리지: 폴리티.
- 월스, 데이비드. (2008). "Central Appalachia: Internal Colony or Internal Periphery?" (웹 기사), 소노마 주립대학교. 접속 날짜: 2011년 1월 5일.
- 울페, 해럴드 (1975). "The Theory of Internal Colonialism: The South African Case", I. 옥살 외, Beyond the Sociology of Development. 런던: 라우틀리지 & 케건 폴.